# Wikipédia en volapük
Wikipédia en volapük (en volapük : Vükiped Volapükik) est l’édition de Wikipédia en volapük, langue construite. L'édition est lancée en février 2003. Son code est : vo.
Au 20 mars 2025, l'édition en volapük contient 40 803 articles et compte 37 640 contributeurs, dont 36 contributeurs actifs et 2 administrateurs.
Les autres éditions de Wikipédia en langue construite sont, par ordre de date de lancement : espéranto (367 923 articles) créée en 2001 ;  interlingua (29 858 articles) créée en 2002 ;  ido (54 487 articles),  interlingue (13 091 articles) ; lojban (1 338 articles) créées en 2004 ; novial (1 852 articles) créée en 2006 ; lingua franca nova (4 459 articles) créée en 2018 et kotava (29 892 articles) créée en 2020.

## Présentation
Une très grande majorité de ces articles proviennent d'une insertion automatique par un bot informatique (un logiciel robot tournant sur l'encyclopédie). Ainsi de juin 2007 à septembre 2007, le nombre d'articles est passé de 5 000 à plus de 110 000, essentiellement des municipalités européennes ou des localités américaines. Aujourd'hui 93 % des articles concernent des localités ou villes  et sont extrêmement courts voire vides.  Beaucoup d'articles jugés essentiels pour faire de Wikipédia une encyclopédie ne sont pas écrits, comme Mars, Seconde Guerre mondiale, Napoléon Ier, oiseau, pain, etc. 
Wikipédia en volapük n'a que quelques rares contributeurs (ce qui peut s'expliquer car il n'y aurait aujourd'hui pas plus d'une trentaine de locuteurs en volapük dans le monde). 
Pour ces raisons, son existence a été remise en cause en 2007 et il fut proposé un nettoyage radical et un transfert sur l'incubateur Wikimedia. En réponse, Sérgio Meira, l'administrateur et alors le seul contributeur régulier de cette encyclopédie répondit qu'« il pensait pouvoir trouver des nouvelles personnes intéressées dans l'apprentissage de la langue et qu'il contribuerait à accroître la Wikipédia en volapük, aussi vite qu'il le pourrait, avec des programmes en Python pour copier et coller des informations dans des modèles pré-traduits ».  À la suite d'un vote de la communauté sur Meta-Wiki, il a été décidé de conserver cette encyclopédie.

## Statistiques
- En mai 2016, l'édition en volapük compte plus de 120 300 articles[7].
- Le 11 décembre 2018, elle compte quelque 121 848 articles, 25 569 utilisateurs, 30 utilisateurs actifs et 2 administrateurs[8]. L'édition est ainsi la 58e édition linguistique de Wikipédia par le nombre d'articles[9] et la 104e par le nombre d'utilisateurs enregistrés[10], parmi les 303 éditions linguistiques actives.
- Le 7 novembre 2022, elle contient 32 537 articles et compte 32 768 contributeurs, dont 25 contributeurs actifs et 2 administrateurs.
- Le 7 août 2024, elle contient 37 514 articles et compte 36 380 contributeurs, dont 31 contributeurs actifs et 2 administrateurs.
- Le 11 août 2024, elle contient 37 541 articles et compte 36 407 contributeurs, dont 33 contributeurs actifs et 2 administrateurs.